# Padasterjochhaus
Le Padasterjochhaus est un refuge de montagne dans les Alpes de Stubai. Ce refuge est géré par la section de Vienne des Amis de la Nature.

## Géographie
Ce refuge se situe dans le Gschnitztal.

## Histoire
Les Amis de la Nature prévoient en 1904 de construire un refuge sur le Serles. À la place, ils bâtissent le Padasterjochhaus, dans le Padasterbachtal, à l'ouest de Steinach am Brenner. Les travaux selon les plans de Julius Depaoli commencent en 1905 par l'aménagement d'une route vers le site. Le 13 octobre 1906 a lieu le bouquet final, le 12 août 1907 la maison est officiellement ouverte. Pour la construction du refuge, les Amis de la Nature ont emprunté 25 000 couronnes. Le refuge reçoit chaque année 1 000 visiteurs. Lorsque l'association Les Amis de la Nature est interdite le 14 février 1934 par le régime austrofasciste, le refuge est confié à des associations acceptées par le régime.
Après 1945, le refuge est de nouveau confié aux Amis de la Nature.

## Sites à proximité
Sommets
- Hammerspitze (2 563 m)
- Kesselspitze (2 728 m)
- Kirchdachspitze (2 840 m)
- Lämpermahdspitze (2 595 m)

Autres refuges
- Refuge du Blaser
- Refuge d'Innsbruck